# Nothocremastus desertus
Nothocremastus desertus är en stekelart som beskrevs av Narolsky 1990. Nothocremastus desertus ingår i släktet Nothocremastus och familjen brokparasitsteklar. Inga underarter finns listade i Catalogue of Life.